# La Massana
La Massana ([ɫə mə'sanə], lokaal [la ma'sana]) is een stad en parochie in Andorra. De stad zelf telde bij de census van 2014 5.037 inwoners; de hele parochie 9357 (2007). La Massana ligt op ongeveer 1.240 meter hoogte en is een bekend toeristenoord met heel wat hotels.
La Massana viert festa major op 15 augustus en festa patronal op 17 november. Van 11 tot 12 april 2012 vond in de stad het zevende Wereldcongres voor Sneeuw- en Bergtoerisme van de World Tourism Organization plaats.

## Naam
De naam, die oorspronkelijk la Maçana werd gespeld, is afgeleid van het Latijnse mattiana, een appelvariëteit. In het Catalaans wordt het lidwoord la met kleine letter geschreven.

## Geografie

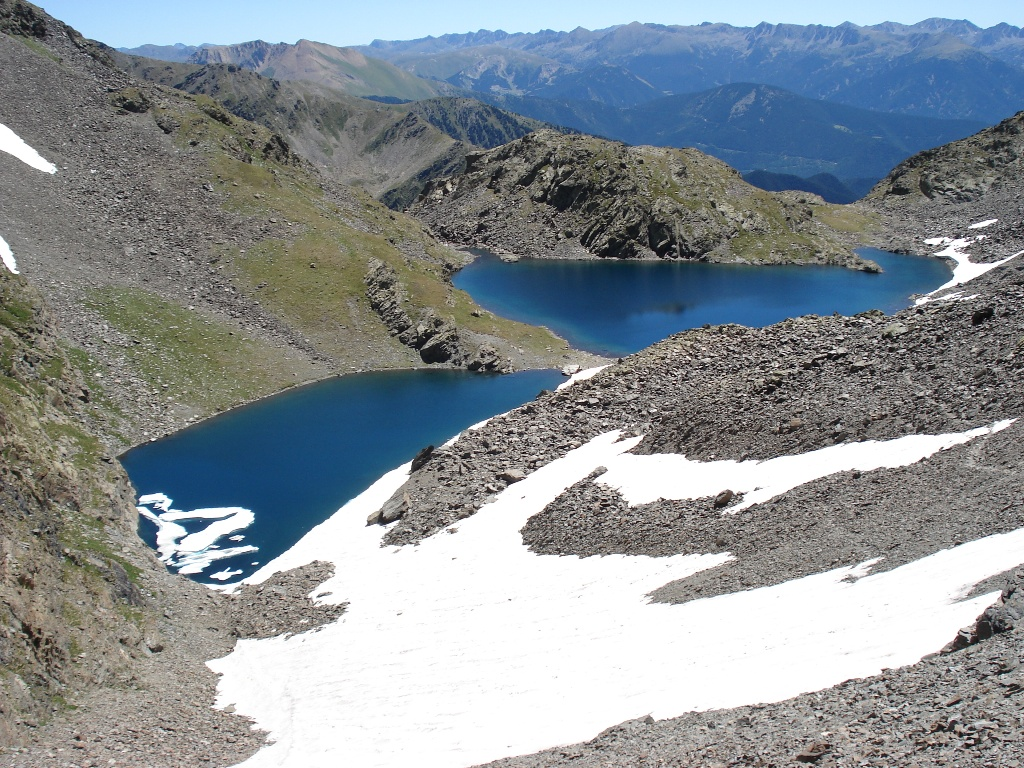
De Estanys Forcats

Met de klok mee grenst La Massana aan Ordino, Encamp, Escaldes-Engordany, Andorra la Vella, Sant Julià de Lòria, Spanje (het plaatsje Tor in de gemeente Alins, Catalonië) en Frankrijk (regio Occitanie). Nabij het plaatsje Arinsal, dat deel uitmaakt van de parochie, ligt 's lands hoogste berg, de Pic de Comapedrosa (2942 meter), net zoals een reeks andere bergen, waaronder de Pic del Pla de l'Estany, de Pic del Port Vell en de Pic de Médécourbe.

### Kernen
In de parochie liggen naast La Massana ook de dorpen Anyós, Arinsal, El Pui, Erts, Escàs, L'Aldosa de la Massana, Mas de Ribafeta, Pal, Puiol del Piu, Sispony en Xixerella. Anyós, Arinsal, Erts, L'Aldosa de la Massana, Pal en Sispony hebben het statuut van quart, de overige kernen maken deel uit van een dezer quarts.

### Oppervlaktewater

#### Rivieren
De Valira del Nord stroomt vanuit Ordino La Massana-stad binnen en baant zich via L'Aldosa de la Massana en Anyós een weg naar Escaldes-Engordany, waar ze samen met de Valira d'Orient de Valira vormt. In het centrum van La Massana mondt de Riu d'Arinsal uit in de Valira del Nord, langs deze rivier liggen Arinsal, Mas de Ribafeta, Puiol del Pui, Erts en El Pui. De Riu d'Arinsal ontstaat bij Arinsal door samenvloeiing van de Riu de Comallemple en de Riu Pollós. De Riu de Pal ontspringt ten westen van Pal en doet Pal en Xixerella aan alvorens in Erts samen te vloeien met de Riu d'Arinsal.
Deze rivieren hebben nog tientallen zijriviertjes, waarvan sommige 's zomers droog komen te liggen.

#### Meren
Vrijwel alle meren die La Massana rijk is liggen in de bergen ten noordwesten van Arinsal. Het betreft hier met name de Basses de l'Estany Negre, Basses del Ruf, Estany de les Truites, Estany del Port Dret, Estany Negre, Estanys de Montmantell en Estanys Forcats.

### Verkeer en vervoer
Sinds 2012 is de plek door middel van de Tunnel van de twee Valiras verbonden met Encamp, zodat verkeer uit het dal van de Valira del Nord niet langer via Andorra la Vella hoeft te rijden richting het dan van de Valira del Orient en Frankrijk.

## Politiek
De cònsol major (vergelijkbaar met de functie van burgemeester) van La Massana is momenteel (2011) Josep Maria Camp Areny, het ambt van consòl menor wordt uitgeoefend door Josep Maria Garrallà Coma. Beiden behoren tot de liberale PLA.
Net zoals de andere parochies van het land wordt ook La Massana door twee parlementsleden in de Consell General de les Valls vertegenwoordigd. Sinds de vervroegde parlementsverkiezingen van 2011 zijn dat Daniel Ermengol Bosch en Sofia Garrallà Tomàs. Beiden behoren tot de liberale Democraten voor Andorra, die haar twee zitjes uit La Massana mochten behouden en zelfs 267 stemmen meer haalden dan in 2009.

### Jumelage
- Bariloche (Argentinië)

## Toerisme en bezienswaardigheden

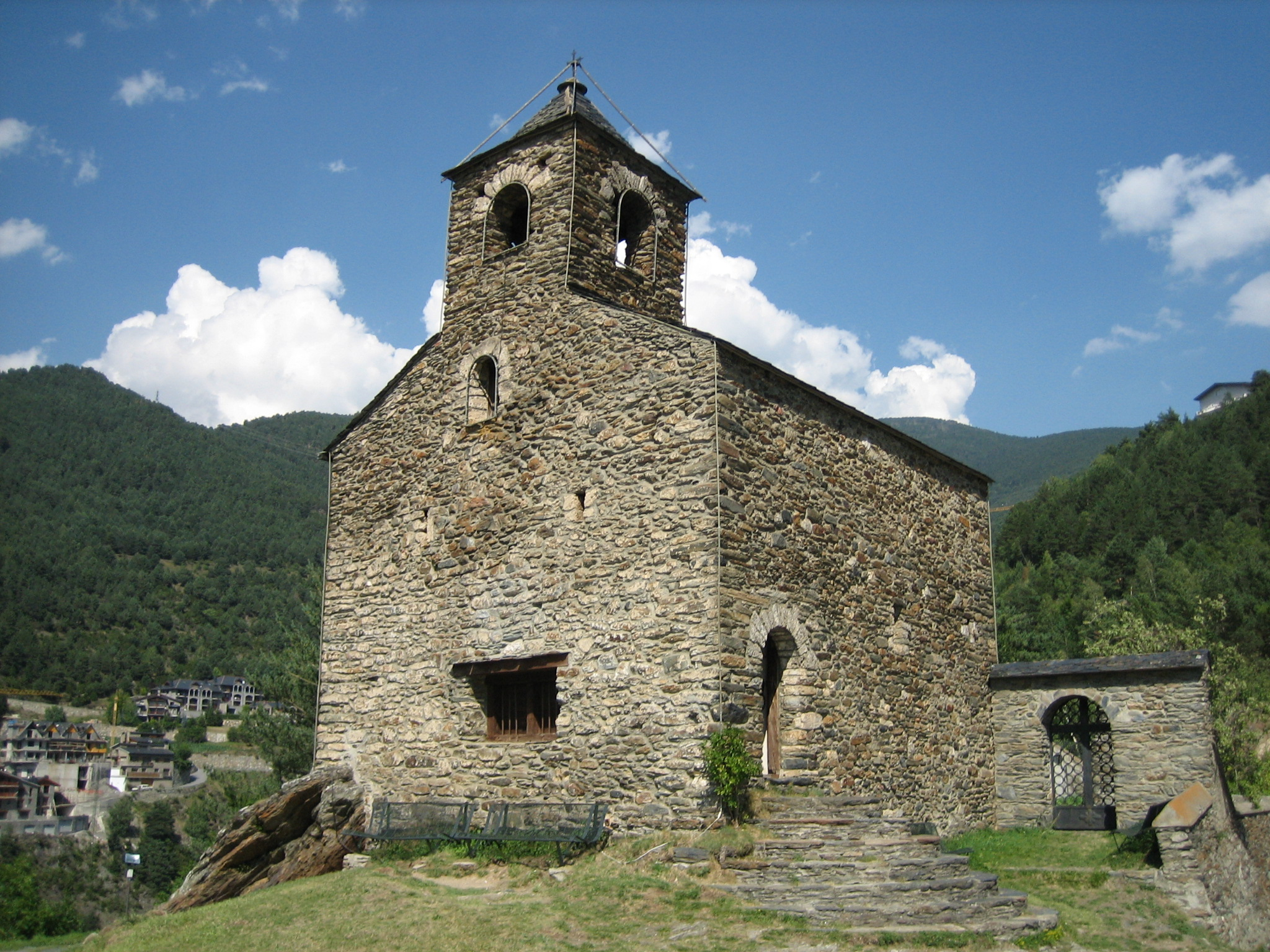
De Sint-Christoffelkerk van Anyós

### Bezienswaardigheden
Alleen de bezienswaardigheden in La Massana-stad zijn hieronder opgenomen; zie de artikelen over de verschillende quarts over hun bezienswaardigheden.
- Het jaarlijkse planten- en bloemenevenement Andoflora
- Het smederijmuseum Farga Rossell
- De Sint-Acisclus- en Sint-Victoriakerk (església de Sant Iscle i Santa Victòria)

### Berghutten
Hierna volgt een volledige lijst van de berghutten in de parochie. Bemande hutten zijn cursief weergegeven.
- Refugi de Comapedrosa, Arinsal (2267 m)
- Refugi de les Fonts, Arinsal (2196 m)
- Refugi del Pla de l'Estany, Arinsal (2050 m)
- Refugi dels Cortals de Sispony, Sispony (1690 m)
- Refugi d'Estanys Forcats, Arinsal (2640 m)

## Sport

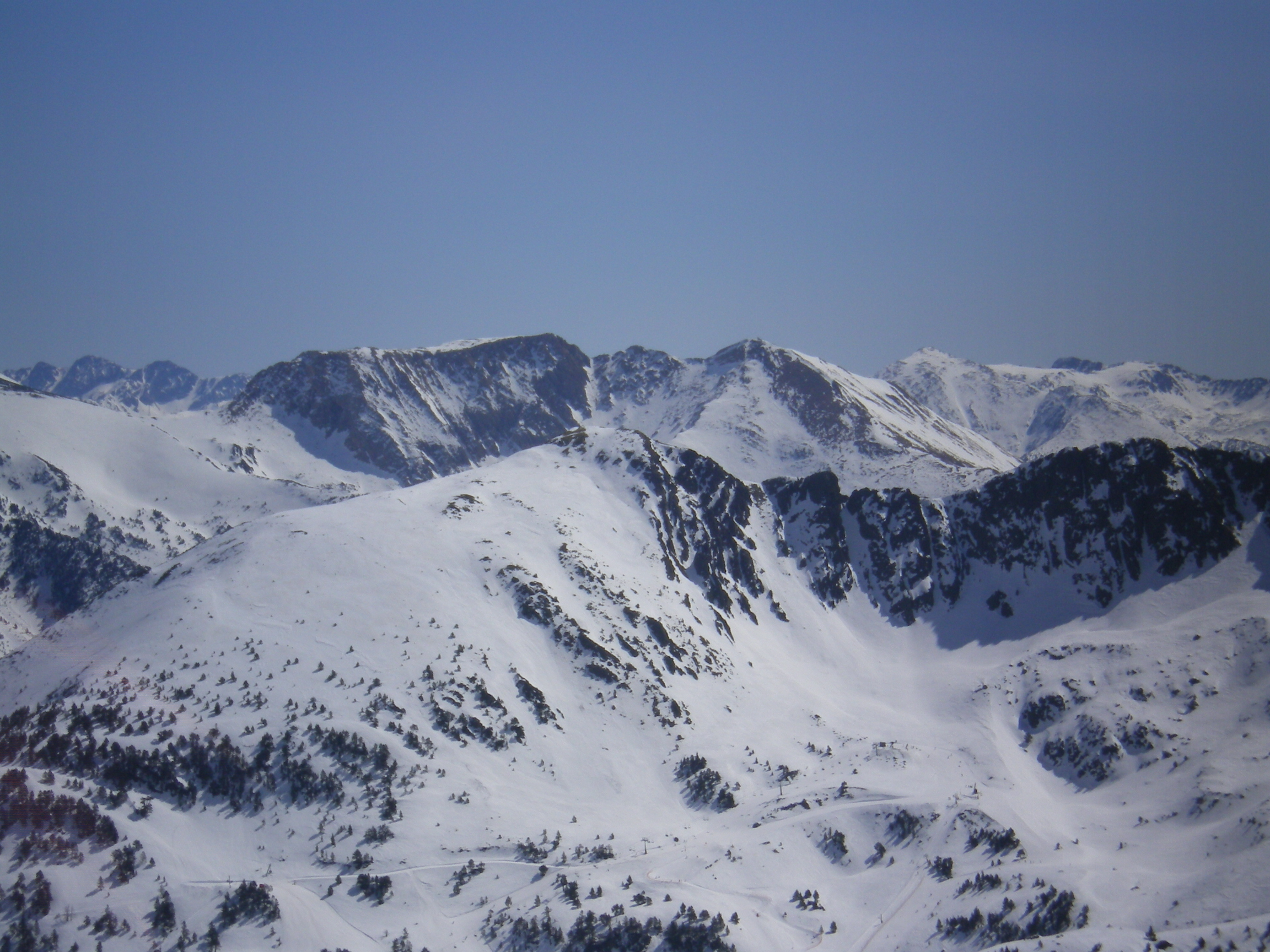
Skigebied Vallnord

In de parochie zijn verschillende voetbalclubs gevestigd, die doorgaans echter elders hun wedstrijden afwerken. FC Casa del Benfica uit L'Aldosa de la Massana komt uit in de Lliga de Primera Divisió, UE Extremenya in de Lliga de Segona Divisió. Beide teams spelen in het Estadi Comunal d'Aixovall te Aixovall bij Sant Julià de Lòria.
Een belangrijk gedeelte van het wintersportgebied Vallnord, met skistations in Arinsal en Pal, is in de parochie gelegen.

## Geboren
- Roger Vidosa (1984), alpineskiër

### Woonachtig
- Xavier Comas Guixé, toerskiër
- Siegfried Grabner, Oostenrijks snowboarder
- Marian van de Wal, Nederlands zangeres (L'Aldosa de la Massana)
- Daniel Martin, Ierse wielrenner